# Hvalsey

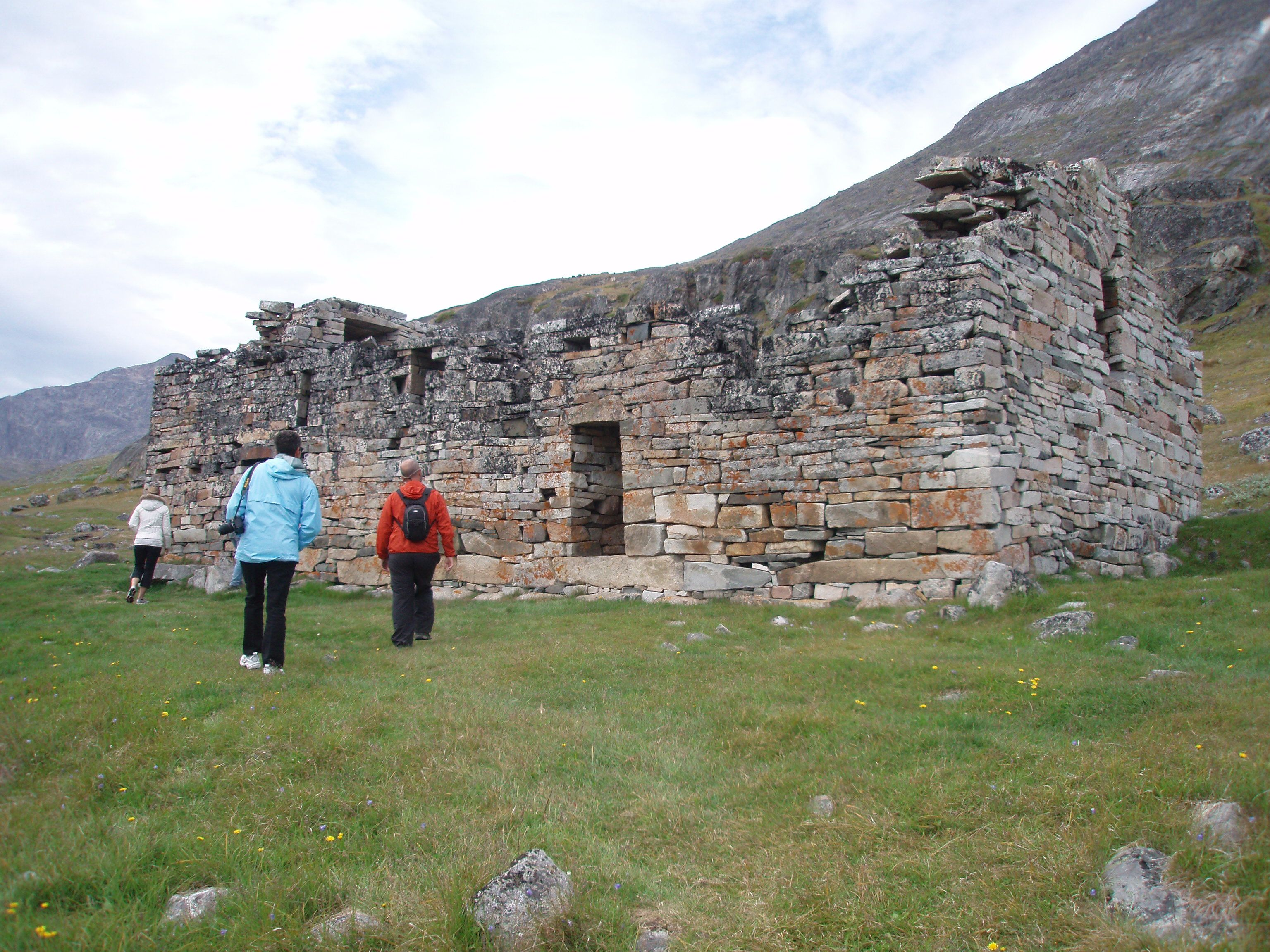
Ruiny kościoła w Hvalsey, 2008

Hvalsey – średniowieczna osada Normanów (wikingów), zasiedlających Grenlandię od przełomu X i XI wieku, położona w południowej części wyspy, w pobliżu dzisiejszego miasteczka Qaqortoq.
Osada została założona na początku XI wieku przez Eryka Rudego i stanowiła jedno z największych i najludniejszych grenlandzkich osiedli. Miasto funkcjonowało do początku XV wieku, kiedy to miejscowa ludność zanikła. Nie są znane przyczyny zniknięcia normańskiej populacji, zamieszkującej zarówno Hvalsey, jak i inne osady na wybrzeżach wyspy (m.in. Brattahlíð i Garðar); istnieje na ten temat kilka hipotez. 
Po Hvalsey pozostały ruiny kilkunastu domów, zabudowań gospodarczych oraz ruiny kamiennego kościoła, wzniesionego ok. 1100 r., stanowiące najlepiej zachowane pozostałości normańskiego budownictwa na wyspie.